# Konkordat von Fontainebleau
Das Konkordat von Fontainebleau war ein staatskirchenrechtlicher Vertrag, den Napoleon I. mit Papst Pius VII. am 25. Januar 1813 in Fontainebleau schloss. Pius war zu jener Zeit Gefangener von Napoleon. 
Vorangegangen war das Konkordat von 1801, mit dem Napoleon – zu jener Zeit noch als Erster Konsul – die Beziehungen Frankreichs zur Katholischen Kirche neu ordnete.
Wesentlicher Inhalt des Vertrages, der lediglich von französischer Seite als Konkordat betrachtet wurde, waren Bestimmungen zur Bestätigung der französischen Bischöfe. Daneben enthielt er Zugeständnisse zugunsten der Kirche gegenüber dem Konkordat von 1801.
Da die napoleonische Herrschaft bald darauf endete, gelangte der Vertrag nie wirklich zur Ausführung. Bereits am 24. März 1813 nahm der Papst, der die Vereinbarung ohnehin nur als Präliminarartikel sah, gegenüber den in Fontainebleau versammelten Kardinälen seine Zustimmung zurück.